# المنطقة الحرة في الحمرية
المنطقة الحرة في الحمرية تابعة لإمارة الشارقة في دولة الإمارات العربية المتحدة. تأسست هيئة المنطقة الحرة في الحمرية في مدينة الشارقة بموجب مرسوم أميري صدر في 12 نوفمبر 1995. تبلغ مساحة المنطقة الحرة 24 كم2 وتحتوي على منفذ بحري بعمق 14 مترا حيث يوجد ميناء الحمرية الذي يخدم المنطقة الحرة بالدرجة الأولى. وتحتضن المنطقة الحرة في الحمرية مايزيد عن 6,500 مستثمر من 163دولة  وتبلغ مساحة المنطقة 30مليون متر مربع وتحتل المرتبة الثانية بين المناطق الصناعية الحرة في دولة الإمارات العربية المتحدة

## الموقع
تقع منطقة الحمرية الحرة في مدينة الشارقة و تتمتع المنطقة بسهولة الولوج إلى شارع الشيخ محمد بن زايد وشارع الإمارات E611 ويقع مطار الشارقة الدولي على بُعد 22 دقيقة بالسيارة تقريباً عبر شارع الاتحاد E11

## الميزات
من أهم الميزات التي تقدمها المنطقة:
- السماح بالتملك الحر للأجانب
- إعادة 100٪ من رأس المال والأرباح
- إعفاء من الرسوم الجمركية على الاستيراد والتصدير وإعادة التصدير
- إعفاء من الضرائب على الشركات والدخل
- الأمن على مدار 24 ساعة وكاميرات مراقبة داخل المنطقة الحرة
- سكن عمال في الموقع مع مراكز ترفيهية
- مرافق طبية في الموقع
- خيارات تأجير قصيرة وطويلة الأجل قابلة للتجديد
- الوصول إلى أسواق دول مجلس التعاون الخليجي ودولة الإمارات العربية المتحدة
- الخدمة عبر الإنترنت للحصول على التأشيرات والتجديدات وغيرها من التطبيقات
- الوصول إلى الميناء الداخلي العميق 4 أمتار والميناء العميق 14 متراً

## أنواع التراخيص
تتنوع الرخص التي تقدمها المنطقة إلى:
- ترخيص صناعي: ويُتيح استيراد المواد الخام لغرض التصنيع والمعالجة أو تجميع منتجات محددة وتعبئة وتصدير المنتجات بعد ذلك.
- ترخيص خدمي: ويُتيح لحامله بمزاولة تقديم خدمات أو خدمات استشارية مدرجة في بنود عقد الترخيص.
- رخصة تجارية :ويضم رخص التجارة والتجارة العامة والتجارة الإلكترونية

## الجوائز
فازت المنطقة الحرة بالحمرية في الشارقة بعدة جوائز عالمية مرموقة أهمها:
- حصدت منطقة الحمرية الحرة المرتبة الثانية كأفضل منطقة حرة على مستوى العالم لعام 2024
- فازت بفئة "أفضل منطقة صناعية حرة مشهود لها بالتميز على مستوى العالم"
- نالت "أفضل منطقة صناعية حرة مشهود لها بالتميز على مستوى الشرق الأوسط".
- نالت هيئة المنطقة الحرة بالحمرية في الشارقة، لقب «سوبربراندز 2022»، أكبر جهة محكمة مستقلة للعلامات التجارية في العالم[9]

## وصلات خارجية
- الموقع الرسمي